# Gumberk
Gumberk este o localitate din comuna Novo mesto, Slovenia, cu o populație de 67 de locuitori.